# سیارک ۱۸۰۵
سیارک ۱۸۰۵ (به انگلیسی: 1805 Dirikis، نامگذاری:1970GD) هزار و هشتصد و پنجمین سیارک کشف شده‌است که در ۱ آوریل ۱۹۷۰ کشف شد.
قدر مطلق سیارک برابر ۱۱٫۰۰ است.